# 240e division d'infanterie
La  240e division d'infanterie (en allemand : 240. Infanterie-Division ou 240. ID) est une des divisions d'infanterie de l'armée allemande (Wehrmacht) durant la Seconde Guerre mondiale.

## Historique
La 240. Infanterie-Division est formée le 16 avril 1942 en tant que Divisionsstab z.b.V. (État-major spécial) pour prendre le commandement des forces de la Heer stationnées aux Pays-Bas, soit les 82., 167. et 719. Infanterie-Division.
Elle est renommée LXXXVIII. Armeekorps en juin 1942.

## Organisation

### Commandants
| Date                         | Grade           | Commandant    |
| ---------------------------- | --------------- | ------------- |
| 15 avril 1942 - 25 juin 1942 | Generalleutnant | Josef Lehmann |

## Théâtres d'opérations
- Pays-Bas : février 1942 - juin 1942